# Cup of Nations 2016
La Cup of Nations del 2016 o también Hong Kong Cup of Nations 2016 fue la cuarta edición del cuadrangular de rugby y la segunda vez que se celebró en ese país, los 6 partidos se llevaron a cabo en Hong Kong Football Club Stadium. El torneo se disputó en noviembre entre 4 países, la organización estuvo cargo de la unión local (HKRU) y contó con el apoyo de la World Rugby.

## Equipos participantes
- Selección de rugby de Hong Kong (Dragones)
- Selección de rugby de Papúa Nueva Guinea (The Pukpuks)
- Selección de rugby de Rusia (Los Osos)
- Selección de rugby de Zimbabue (Sables)

## Posiciones
| Pos. | Equipo             | Encuentros | Encuentros | Encuentros | Encuentros | Tantos  | Tantos    | Tantos     | Puntos Bonus | Puntos Totales |
| Pos. | Equipo             | jugados    | ganados    | empatados  | perdidos   | a favor | en contra | diferencia | Puntos Bonus | Puntos Totales |
| ---- | ------------------ | ---------- | ---------- | ---------- | ---------- | ------- | --------- | ---------- | ------------ | -------------- |
| 1    | Rusia              | 3          | 3          | 0          | 0          | 95      | 34        | + 61       | 2            | 14             |
| 2    | Hong Kong          | 3          | 2          | 0          | 1          | 85      | 43        | + 42       | 2            | 10             |
| 3    | Zimbabue           | 3          | 1          | 0          | 2          | 64      | 64        | 0          | 2            | 6              |
| 4    | Papúa Nueva Guinea | 3          | 0          | 0          | 3          | 35      | 138       | - 103      | 0            | 0              |

Nota: Se otorgan 4 puntos al equipo que gane un partido y 2 al que empate
Puntos Bonus: 1 punto por convertir 4 tries o más en un partido y 1 al equipo que pierda por no más de 7 tantos de diferencia

## Resultados

### Primera fecha
| 11 de noviembre 17:00 | Rusia | 19 - 15 | Zimbabue |  |  |
|                       |       | Reporte |          |  |  |

| 11 de noviembre 19:00 | Hong Kong | 51 - 5  | Papúa Nueva Guinea |  |  |
|                       |           | Reporte |                    |  |  |

### Segunda fecha
| 15 de noviembre 17:00 | Rusia | 49 - 19 | Papúa Nueva Guinea |  |  |
|                       |       | Reporte |                    |  |  |

| 15 de noviembre 19:00 | Hong Kong | 34 - 11 | Zimbabue |  |  |
|                       |           | Reporte |          |  |  |

### Tercera fecha
| 19 de noviembre 14:00 | Zimbabue | 38 - 11 | Papúa Nueva Guinea |  |  |
|                       |          | Reporte |                    |  |  |

| 19 de noviembre 17:00 | Hong Kong | 0 - 27  | Rusia |  |  |
|                       |           | Reporte |       |  |  |

| Bandera de Rusia |
| Campeón Rusia    |
| Segundo título   |